# Tel Chacor
Tel Chacor je izraelský národní park a největší archeologická lokalita v Izraeli. Nachází se v Horní Galileji v Chulském údolí, asi 15 km severně od Galilejského jezera. Jižně od něj probíhá občasný vodní tok Nachal Chacor. Na tomto telu (pahorku) leželo ve starověku město Chacor, kanaánské město, které dosáhlo svého vrcholu a důležitosti na počátku 2. tisíciletí př. n. l..
V srpnu 1955 byly v lokalitě Chacor učiněny významné archeologické objevy, během výzkumu prováděného pod vedením Jiga'ela Jadina. Další série nálezů přišla v září roku 1957. Roku 2005 byl Tel Chacor zapsán na seznam světového dědictví UNESCO.

## Historické zmínky
Chacor je zmiňován v el-amarnské korespondenci (14. stol. př. n. l.), nalezené v El Amarně v Egyptě. Ta obsahuje mj. dopisy chacorského panovníka Avdi Tišriho, který v nich sliboval věrnost faraonovi. Avdi Tišri byl jediným kanaánským panovníkem v celém tomto diplomatickém archivu, jenž se tituloval jako „král“, což svědčí o velikosti a rozkvětu města v tomto období. Chacor je zmiňován také v textech z Mari, které se nachází blízko Tigridu.
Zprávy o Chacoru se nacházejí také v Bibli. Město bylo zničeno ohněm ve 12. století na konci doby bronzové. O dobývání města Izraelity mluví Joz 11, 10 (Kral, ČEP). Znovu bylo vybudováno králem Šalomounem v 10. století, spolu s výstavbou Megida a Gezeru. V době vlády krále Achaba, na konci 9. století př. n. l. se město stalo jedním z hlavních měst severního království a byla v něm vybudována nová pevnost. Roku 732 př. n. l. bylo město dobyto asyrským králem Tiglatpilesarem III.

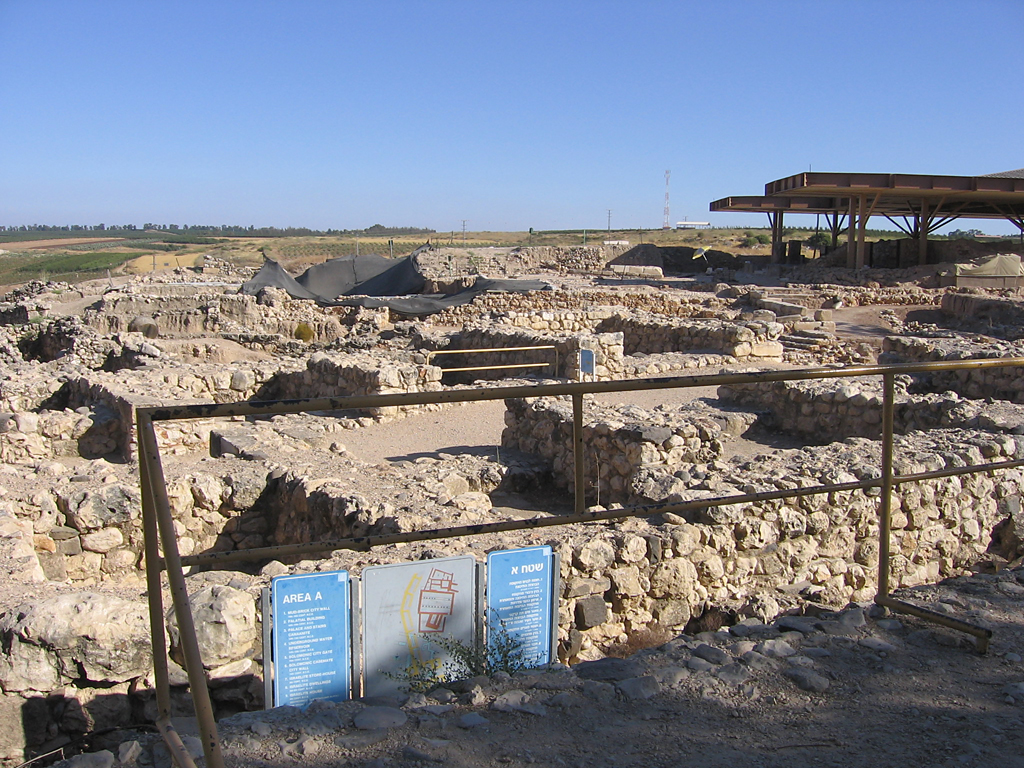
Místonosti z doby krále Šalomouna
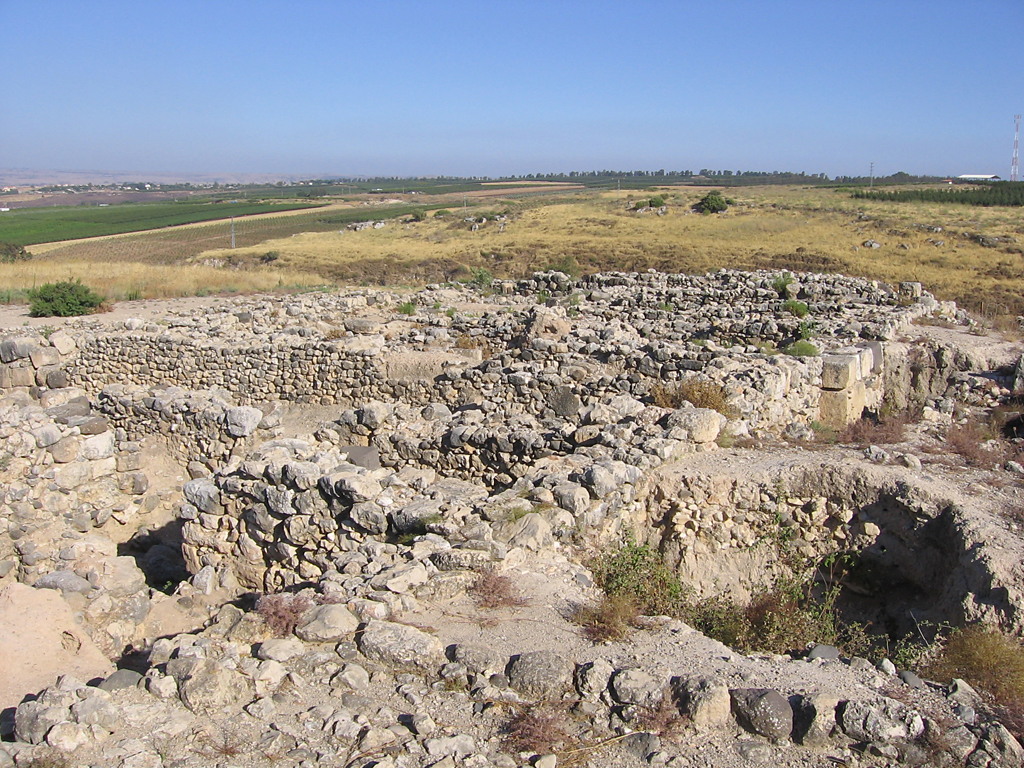
Pevnost z doby krále Achaba
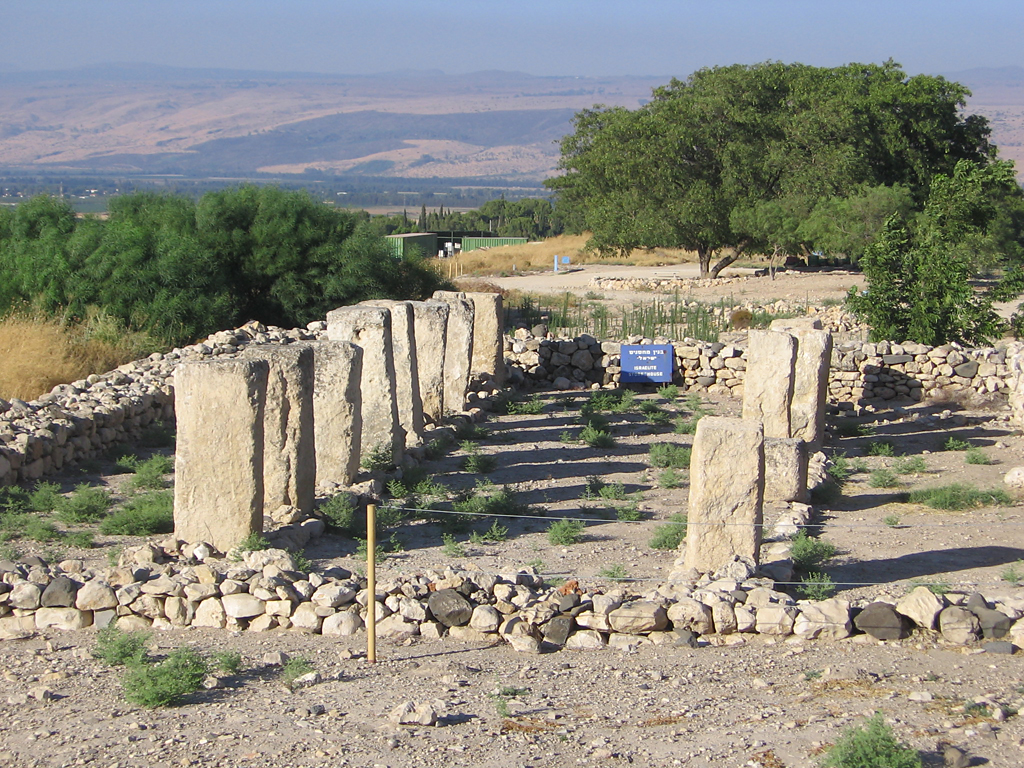
„Dům sloupů“